# Kreisgericht Weida
Das Kreisgericht Weida war vom 1. Juli 1850 bis 1879 ein Mittelgericht im Großherzogtum Sachsen-Weimar-Eisenach mit Sitz in Weida.

## Geschichte
Im Zuge der 1850 im Großherzogtum Sachsen-Weimar-Eisenach erfolgten Trennung der Rechtsprechung von der Verwaltung und der zeitgleichen Aufhebung der Patrimonialgerichtsbarkeit wurden Justizämter und Stadtgerichte als Eingangsgerichte geschaffen. Als Mittelgerichte wurden Kreisgerichte neu eingerichtet. Deren Aufgaben waren im Gesetz über die Zuständigkeit der Gerichte geregelt.
Dem Kreisgericht Weida waren die Justizämter Auma, Berga, Neustadt an der Orla und Weida nachgeordnet.

## Auflösung
Mit Inkrafttreten des Gerichtsverfassungsgesetzes am 1. Oktober 1879 wurde die Justizämter in Amtsgerichte, darunter das Amtsgericht Weida umgewandelt. Die Kreisgerichte wurden aufgehoben. Die Aufgaben des Kreisgerichts Weida übernahm das neu errichtete Landgericht Gera. Dabei wurden die Gerichtsbezirke per Ministerial-Bekanntmachung festgelegt.

## Richter
- Julius Appelius (Kreisgerichtsdirektor)